# ЦСКА (бенді клуб, Москва)
ЦСКА (у 1946—1951 — ЦДКА, у 1952—1954 — ЦДСА, у 1955—1959 — ЦСК МО) — радянський бенді клуб з Москви.

## Історія
Існував у 1936—1962 (з перервами). Найбільш титулований клуб СРСР у 1950-х та на початку 1960-х років.
На початку 1960-х клуб було розформовано.
У складі збірної СРСР здобували «золото» світових першостей наступні гравці «армійців»:
- Водянов Геннадій Михайлович (1936) — нападник. Чемпіон світу (1957), чотириразовий чемпіон СРСР. Майстер спорту (1955).
- Осинцев Михайло Семенович[ru] (1935) — нападник. Шестиразовий чемпіон світу, дев'ятиразовий чемпіон СРСР. Заслужений майстер спорту (1962).
- Панін Анатолій Григорович (1933—2005) — захисник. Чемпіон світу (1957, 1961), чемпіон СРСР (1957). Заслужений тренер СРСР (1973).
- Папугін Євген Михайлович (1933—1995) — нападник. П'ятиразовий чемпіон світу, шестиразовий чемпіон СРСР. Заслужений майстер спорту (1963). Заслужений тренер СРСР (1973).
- Чигирин Віктор Микитович (1931—2004) — захисник. Чемпіон світу (1957), триразовий чемпіон СРСР (1954, 1955, 1957). Заслужений майстер спорту (1957).
- Шорін Юрій Олександрович[ru] (1933—1994) — півзахисник. П'ятиразовий чемпіон світу, шестиразовий чемпіон СРСР. Заслужений майстер спорту (1953).
- Шунін Лев Олександрович (1931—1992) — нападник. Чемпіон світу (1957), триразовий чемпіон СРСР. Майстер спорту (1954).

Єлизаров Володимир Миколайович — гравець збірної СРСР з хокею із шайбою (срібний призер чемпіонату світу і чемпіон Європи 1958 року).

## Досягнення
Чемпіонат СРСР з хокею з м'ячем
- Чемпіон (3): 1954, 1955, 1957
- Срібний призер (4): 1956, 1958, 1960, 1962
- Бронзовий призер (2): 1959, 1961

Кубок СРСР з хокею з м'ячем
- Володар (3): 1939, 1945, 1946